# Tikurere
Tikurere är öar i Kiribati.   De ligger i örådet Butaritari och ögruppen Gilbertöarna, i den norra delen av landet, 200 km norr om huvudstaden Tarawa. Arean är 0,30 kvadratkilometer.
Terrängen på Tikurere är mycket platt. Den sträcker sig 1,6 kilometer i nord-sydlig riktning, och 0,7 kilometer i öst-västlig riktning.